# Đại học Uppsala
Viện Đại học Uppsala hay Đại học Uppsala (tiếng Thụy Điển: Uppsala universitet) là một viện đại học nghiên cứu tại Uppsala, Thụy Điển. Được thành lập năm 1477, đây là viện đại học lâu đời nhất tại Scandinavia và là một trong các viện đại học nổi tiếng nhất châu Âu trong nhiều thế kỷ.

## Xếp hạng và Uy tín
Viện Đại học Uppsala luôn đứng trong số các viện đại học tốt nhất ở Bắc Âu trong bảng xếp hạng quốc tế và thường được coi là một trong những viện đại học uy tín nhất tại Thụy Điển.
Trường này có vai trò tăng lên rõ rệt trong thời kỳ Thụy Điển là một cường quốc vào cuối thế kỷ 16 và sau đó đã được cung cấp tài chính khá ổn định với số tiền lớn của vua Gustavus Adolphus vào đầu thế kỷ 17. Uppsala cũng có vị trí lịch sử quan trọng trong văn hóa quốc gia Thụy Điển, là bản sắc cho việc thành lập Thụy Điển: trong sách sử, văn học, chính trị, và âm nhạc. Nhiều khía cạnh của văn hóa học Thụy Điển nói chung, chẳng hạn như mũ trắng học sinh, có nguồn gốc ở Uppsala. Nó có một số đặc thù, chẳng hạn như hệ thống hội sinh viên, với Đại học Lund và Đại học Helsinki.
Trường đại học Uppsala có 9 khoa với 3 lĩnh vực chính.

## Sinh viên và Nghiên cứu sinh
Trường có khoảng 20.000 sinh viên toàn thời gian và khoảng 2000 nghiên cứu sinh tiến sĩ. 

## Hợp tác quốc tế
- Đại học Sydney, Úc
- Đại học Melbourne, Australia
- McGill University, Canada
- Đại học Toronto, Canada
- Đại học Fudan, Trung Quốc
- Đại học Bắc Kinh, Trung Quốc
- Đại học Copenhagen, Đan Mạch
- Đại học Tartu, Estonia
- Đại học Helsinki, Helsinki
- Đại học Poitiers, Pháp
- Paris-Sorbonne Đại học, Pháp
- Đại học Freiburg, Đức
- Đại học Heidelberg, Đức
- Đại học Quốc gia Ireland, Ireland
- Đại học Siena, Ý
- Đại học Kyoto, Nhật Bản
- Đại học Waseda, Nhật Bản
- Đại học Leiden, Hà Lan
- Đại học Auckland, New Zealand
- Đại học Oslo, Na Uy
- Đại học Jagiellonian, Ba Lan
- trường đại học Madrid, Tây Ban Nha
- Đại học Granada, Tây Ban Nha
- Đại học Edinburgh, Scotland, Vương quốc Anh
- University College London, Anh, Vương quốc Anh
- Cornell University, Hoa Kỳ
- Đại học Harvard, Hoa Kỳ
- Đại học Cape Town, Nam Phi
- Đại học Lausanne, Thụy Sĩ